# Río Huancabamba (Pasco)
El Río Huancabamba (llamado en su tramo superior: Río Chontabamba) es la cabecera derecha del Río Pozuzo en el centro-este del Perú que forma parte de la selva alta central, nace y recorre 117 km de longitud en la provincia de Oxapampa (Departamento de Pasco).

## Descripción
El río Huancabamba de Pasco nace como el río Chontabamba en las estribaciones orientales de la Cordillera Huaguruncho que forma parte de la Cordillera Oriental, a poco menos de 30 km al oeste de la ciudad de Oxapampa, a una altitud de unos 3680 m. El río fluye inicialmente durante 30 km en dirección este a través de las montañas. Pasa primero por la ciudad de Chontabamba en Pasco. Luego cerca de la ciudad de Oxapampa, toma el río Llamaquizú desde la derecha y gira al noroeste, posteriormente fluye a lo largo del flanco occidental de la Cordillera Yanachaga. El río a partir de entonces se llama río Huancabamba cerca del asentamiento de Huancabamba (Pasco), en el kilómetro 47, el río Huaylamayo se encuentra con el río desde el suroeste. El río ahora gira al norte y fluye a través de un valle estrecho. Finalmente pasa por la aldea de Prusia y el pequeño pueblo de Pozuzo de colonos austroalemanes, antes de encontrarse con el río Santa Cruz que viene del oeste , con el que se une para formar el río Pozuzo, que luego forma el río Palcazu que es afluente del río Pachitea en la selva.